# Biranholi, Hukeri
Biranholi là một làng thuộc tehsil Hukeri, huyện Belgaum, bang Karnataka, Ấn Độ.